# Eremias buechneri
Eremias buechneri là một loài thằn lằn trong họ Lacertidae. Loài này được Bedriaga mô tả khoa học đầu tiên năm 1906.